# 71 (број)
71 је број, нумерал и име глифа који представља тај број. 71 је природан број који се јавља после броја 70, а претходи броју 72.

## У математици
- Је прост број, дељив само са јединицом и самим собом

## У науци
- Је атомски број лутецијума

## У спорту
- Је рекордан број поена некадашњех кошаркаша а сада тим менаџера Црвене звезде, Небојше Илића, које је убацио против Војводине. Ово је рекордан број поена у домаћем такмичењу[1]

## Остало
- Је број француског департмана Саона и Лоара